# Johann Rattenhuber
Johann „Hans“ Rattenhuber (* 30. April 1897 in Oberhaching; † 1. Juli 1957 in München) war ein deutscher SS-Gruppenführer und Generalleutnant der Polizei. Rattenhuber war als Leiter des „Kommandos zum Schutz des Führers“ beziehungsweise des Reichssicherheitsdienstes (RSD) von 1933 an hauptverantwortlich für den Personenschutz von Adolf Hitler.

## Leben

### Jugend und Weimarer Republik
Rattenhuber war der Sohn des Gastwirtes Hans Rattenhuber und dessen Ehefrau Anna, geb. Stoyler. 1904 siedelte die Familie nach München über, wo der Vater Teilhaber eines Speditionsgeschäftes wurde. In seiner Kindheit besuchte Rattenhuber die Volksschule und anschließend das Gymnasium in München.
Am 3. April 1916 trat Rattenhuber, nachdem er das Notabitur abgelegt hatte, in das 16. Infanterieregiment der Bayerischen Armee ein, mit dem er ab September aktiv am Ersten Weltkrieg teilnahm. In den folgenden Jahren kämpfte er mit dieser Einheit in den Karpaten, in Rumänien, Russland und Frankreich. Am 14. September 1917 wurde Rattenhuber als Fahnenjunker in das 13. Infanterieregiment versetzt, mit dem er bis zum November 1918 an der Westfront kämpfte. Während dieser Zeit wurde er zum Fähnrich und im Oktober 1918 zum Leutnant befördert. Im Dezember 1918 kehrte Rattenhuber, der im Krieg mit dem Eisernen Kreuz beider Klassen ausgezeichnet worden war, mit seiner Einheit nach Ingolstadt zurück. Im April und Mai 1919 beteiligte er sich mit dem Detachement von Dentz an der Niederschlagung von kommunistischen Aufständen in Freising und München. Danach gehörte er noch bis zum September 1919 dem Reichswehr-Schützen-Regiment 42 an.
Im September 1920 trat Rattenhuber in die staatliche Gendarmeriepolizei Bayerns ein, in der er zunächst in Bayreuth eingesetzt wurde. Am 10. Februar 1922 wurde er zur Polizei in München versetzt. Dort wurde er nacheinander zum Leutnant (1. August 1925) und zum Hauptmann (1. Juni 1933) der Polizei befördert. In der Zeit vor 1933 wurde Rattenhuber als Polizeiangehöriger auch zur Bekämpfung der nationalsozialistischen Bewegung eingesetzt. So übernahm er zum Beispiel am 4. Juli 1931 die Leitung der Aushebung, d. h. Verhaftung und Abtransportierung zur Münchener Polizeidirektion, der unerlaubt vor der Münchener Parteizentrale der NSDAP aufgestellten uniformierten SA-Posten.

### Zeit im Nationalsozialismus

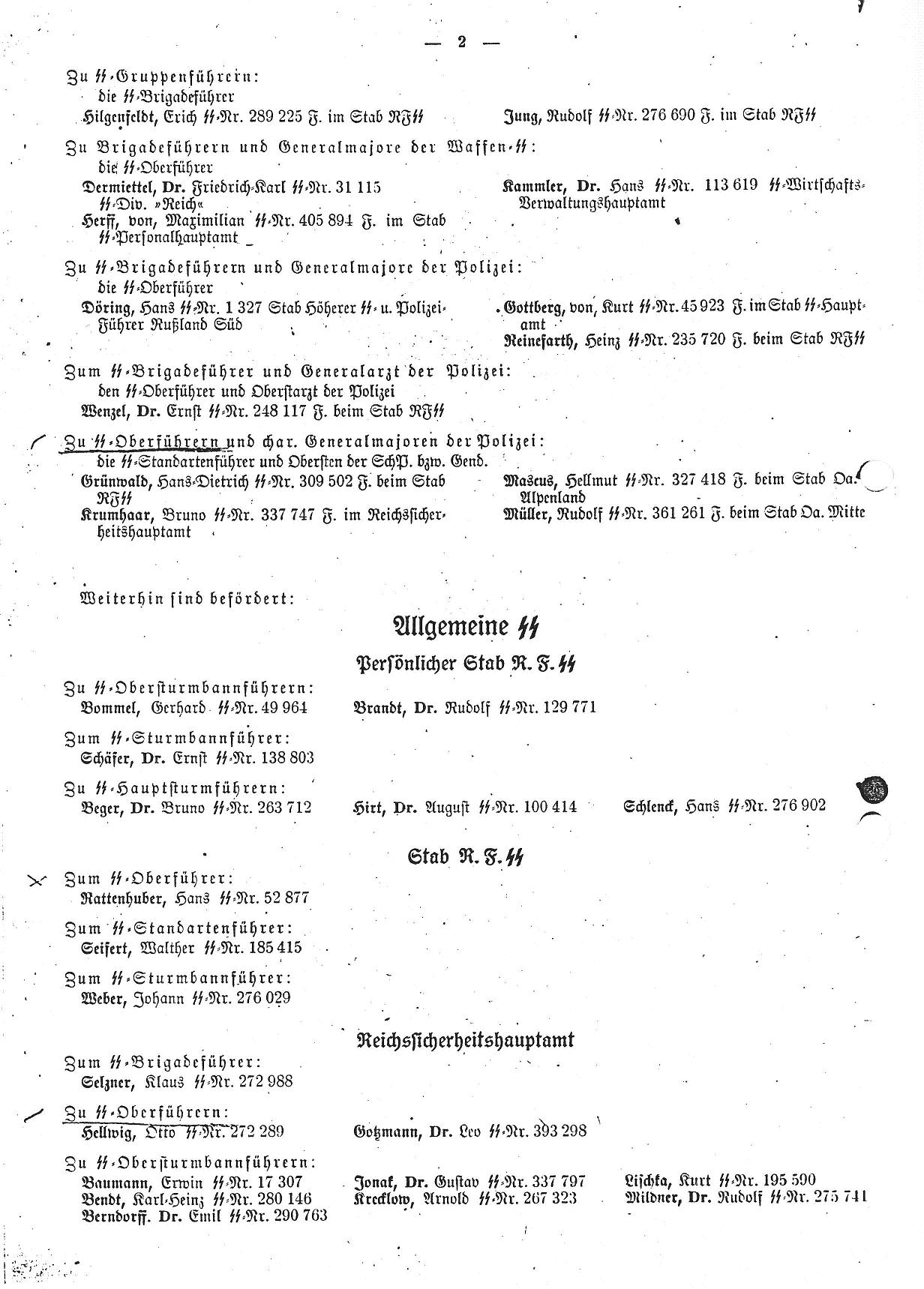
Beförderung zum SS-Oberführer an Hitlers Geburtstag 1942 im SS-Verordnungsblatt

Am 10. März 1933 wurde Rattenhuber vom neuernannten Polizeipräsidenten von München, Heinrich Himmler, den er im Sommer 1932 kennengelernt hatte, als Adjutant berufen. Im Mai 1933 beauftragte Himmler ihn mit der Aufstellung des so genannten „Kommandos z.b.V.“, das mit dem Personenschutz für den im Januar 1933 zum Reichskanzler ernannten Adolf Hitler betraut wurde. In dieser Eigenschaft ergänzte das Kommando z. b. V. das bereits im März 1932 gebildete Führerbegleitkommando, wobei beide Kommandos zusammenarbeiteten ohne ihre Eigenständigkeit als Einheit zu verlieren: Im Unterschied zu dem Führerbegleitkommando, das sich vor allem aus „Prügelhelden“ der nationalsozialistischen Straßenkampf-Zeit ohne besondere Vorbildung rekrutierte, bestand das Kommando z. b. V. ausschließlich aus professionellen Kriminalisten mit Erfahrung im Bereich Personenschutz. Das Kommando z. b. V. kam zunächst nur innerhalb des Gebietes von Bayern zum Einsatz, was in dem Umstand begründet war, dass Himmler als Chef der Bayerischen Politischen Polizei (BPP) nur innerhalb dieses Gebietes die politische Polizeigewalt innehatte, während diese in anderen Gebieten des Reiches anderen NS-Führern oblag.
Im April 1934 wurde Rattenhuber anlässlich der Übernahme des Geheimen Staatspolizeiamtes in Berlin durch Himmler – der damit die Kontrolle über die Politischen Polizeien im fast gesamten Reichsgebiet übernahm – von diesem in die Hauptstadt berufen. Am 1. Juni 1934 erhielt er den Auftrag das Kommando z. b. V. zum so genannten Reichssicherheitsdienst (RSD) auszubauen, der nun in umfassender Weise mit dem Personenschutz für Hitler in allen Gebieten des Reiches betraut wurde und dementsprechend quantitativ erheblich ausgebaut wurde, was naturgemäß mit einem erheblichen Bedeutungszuwachs für Rattenhuber einherging.
Nach den Ereignissen des Röhm-Putsches wurden Rattenhuber und seine RSD-Leute in die SS eingegliedert (SS-Nummer 52.877), in der sie ihren Polizeirängen entsprechende SS-Ränge erhielten. In den folgenden Jahren festigte Rattenhuber seine Stellung als Hauptverantwortlicher für die persönliche Sicherheit Hitlers. In der SS wurde er nacheinander zum Sturmbannführer (20. April 1934), Obersturmbannführer (1. Oktober 1935), Standartenführer (15. September 1935), Oberführer (20. April 1942), Brigadeführer (30. Januar 1944) und zum Gruppenführer (24. Februar 1945) befördert, während er in der Polizei nacheinander zum Polizeimajor (1935) bis zum Generalleutnant der Polizei (1945) ernannt wurde. Bereits zum 1. Mai 1933 war Rattenhuber der NSDAP beigetreten (Mitgliedsnummer 3.212.449).

### Gefangenschaft und letzte Lebensjahre
Im Frühjahr 1945 erlebte Rattenhuber als Angehöriger der engsten Entourage von Hitler dessen letzte Lebenswochen im Berliner Führerbunker und schließlich seinen Suizid am 30. April mit.

Rattenhubers Grab auf dem Münchner Ostfriedhof

Bei der endgültigen Eroberung des Regierungsviertels durch die Rote Armee am 1. Mai 1945 geriet Rattenhuber in sowjetische Kriegsgefangenschaft. Er wurde nach Russland verbracht, wo er mehr als zehn Jahre lang in verschiedenen Gefängnissen festgehalten wurde. Während seiner Gefangenschaft wurde er immer wieder durch den sowjetischen Geheimdienst zum Tod Hitlers vernommen. Diese Aussagen sowie Auskünfte gegenüber Mitgefangenen gelten bis heute als eine der wichtigsten Quellen über das Ende des Diktators.
1956 wurde Rattenhuber schließlich aus der Kriegsgefangenschaft entlassen und in die Bundesrepublik Deutschland abgeschoben. Dort starb er am 1. Juli 1957 in München. Sein Grab befindet sich auf dem dortigen Ostfriedhof (Grabstelle 90-7-25).